# 김대호 (야구 선수)
김대호(2001년 10월 15일 ~ )는 KBO 리그 삼성 라이온즈의 투수이다.

## 삼성 라이온즈시절
2024년에 입단하였다. 2024년 9월 24일 KIA 타이거즈와의 경기에 출전하며 데뷔 첫 경기를 치렀고, 경기애서 4이닝 6실점 5자책을 기록하였다.

## 출신 학교
- 신광초등학교
- 이평중학교
- 군산상일고등학교
- 고려대학교